# Пыела
Пыела — река в России, течёт по территории Вилегодского района Архангельской области и Лузского района Кировской области. Является левым притоком реки Виледи.

## География
Вытекает из болота в северной части Вилегодского района на высоте 161 м над уровнем моря. Устье реки находится в 84 км по левому берегу реки Виледь на высоте 70 м над уровнем моря. Длина реки составляет 68 км, площадь водосборного бассейна 673 км². Крупнейшим притоком Пыелы является Анаваж. В устье реки расположено село Павловск.

## Данные водного реестра
По данным государственного водного реестра России относится к Двинско-Печорскому бассейновому округу, водохозяйственный участок реки — Вычегда от города Сыктывкар и до устья, речной подбассейн реки — Вычегда. Речной бассейн реки — Северная Двина.
Код объекта в государственном водном реестре — 03020200212103000024785.

## Притоки
- Лекмаш (левый приток)[4][7];
- Анаваж (правый приток)[4][7];
- Соргёль (правый приток)[4][7];
- Великий (левый приток)[7].

## Населённые пункты
- Володино[8];
- Городок[8];
- Петухово[8];
- Залесье[8];
- Якино[8];
- Савичи[8];
- Павловск[8].